# Nishiawakura
Nishiawakura (jap. 西粟倉村 Nishiawakura-son) – wieś w Japonii, na wyspie Honsiu, w prefekturze Okayama. Według danych na rok 2020 miejscowość zamieszkiwało 1 398 mieszkańców , a gęstość zaludnienia wyniosła 24,1 os./km².